# 春慶院
春慶院（しゅんけいいん）は、東京都台東区にある浄土宗の寺院。

## 歴史
江戸時代前期、伊勢屋太兵衛の開基である。伊勢屋太兵衛の娘を供養するために創建された。

## 高尾太夫の墓
境内には、高尾太夫の墓がある。「高尾太夫」とは吉原遊廓の太夫の名跡ともいえる源氏名で、過去に11人いるとされている。当院に葬られているのは二代目の高尾太夫である。二代目高尾太夫の生涯は半ば伝説化されており、仙台藩藩主の伊達綱宗に身請けされたとも、その綱宗に斬殺されたともいわれている。墓石に記された没年は「万治2年（1659年）」で、綱宗が藩主だった時期であり、その綱宗の内命によって建てられたものという。
二代目高尾太夫の墓と呼ばれるものは他にもあり、様々な伝説が残されている。
- 西方寺（東京都豊島区）
- 高尾稲荷神社（東京都中央区）…伊達綱宗に殺されたとされ、太夫の頭蓋骨が神体とされている[3]。
- 永源寺（埼玉県坂戸市）…高尾太夫は旗本の島田権三郎に想いを寄せており、伊達家の追及をかわすために島田家の領地だった坂戸に逃れたという。太夫の死後、権三郎は出家して「道哲」を名乗り、西方寺で菩提を弔ったという[4]。

## 交通アクセス
- 南千住駅より徒歩約15分（経路案内）。